# Matteo Busale
Matteo Busale (Napoli, 1525 circa – post 1553) è stato un teologo italiano.
Antitrinitario, come i fratelli Girolamo e Bruno, fu processato dall'Inquisizione romana.

## Biografia
Nei primi anni Quaranta, frequentò con il fratello Girolamo il circolo valdesiano di Napoli, guidato, dopo la morte del Valdés, da Juan de Villafranca, il quale radicalizzò lo spiritualismo del maestro. Conoscitore, come il fratello, della lingua ebraica e della greca, Matteo leggeva le Scritture nella lingua originale e si convinse che in esse non erano presenti idee fatte proprie dal cristianesimo cattolico e protestante, quali la Trinità, la divinità e la stessa messianicità di Gesù.
Matteo non seguì il fratello Girolamo a Padova, dove egli aderì all'anabattismo: lo ospitò nel 1551 quando dovette fuggire a Napoli per sottrarsi all'arresto e lo convinse a espatriare in Egitto, dopo che la sua pubblica predicazione anabattistica e antitrinitaria lo aveva nuovamente messo a rischio di arresto.
Tuttavia, il suo comportamento prudente non salvò Matteo Busale dalla repressione, perché il 19 luglio 1552 l'ex-valdesiano Marcantonio Villamarina denunciò i suoi compagni all'Inquisizione di Napoli. Mancano notizie precise sulle modalità dell'arresto del Busale: nell'agosto del 1553 egli figura comunque sotto processo a Roma.
Cercò di difendersi ammettendo le sue posizioni ma negando di condividerle ancora: «non che credessimo alhora che fosseno errori, ma che fosse la verità, et il pensiero et desiderio nostro era di aspettar la venuta del Messia». Non si sa come si concluse il processo a suo carico e da allora manca ogni altra notizia sul suo conto.